# Queensberry (Band)
Queensberry war eine deutsche Girlgroup. Sie wurde Ende 2008 im Rahmen der siebten Staffel der Castingshow Popstars als Quartett zusammengestellt. Im Sommer 2010 verließen zwei Gründungsmitglieder die Band und wurden durch zwei neue Sängerinnen ersetzt. 2012 folgte erneut der Ausstieg von zwei Bandmitgliedern. Danach bestand die Band nur noch als Duo, welches im Oktober 2012 eine Schaffenspause zugunsten von Soloprojekten ankündigte, die sich 2013 als endgültige Trennung erwies. Queensberry war die letzte Popstars-Band, die länger als ein Jahr bestand.

## Bandgeschichte

### 2008: Beginn beiPopstarsund erste Schritte

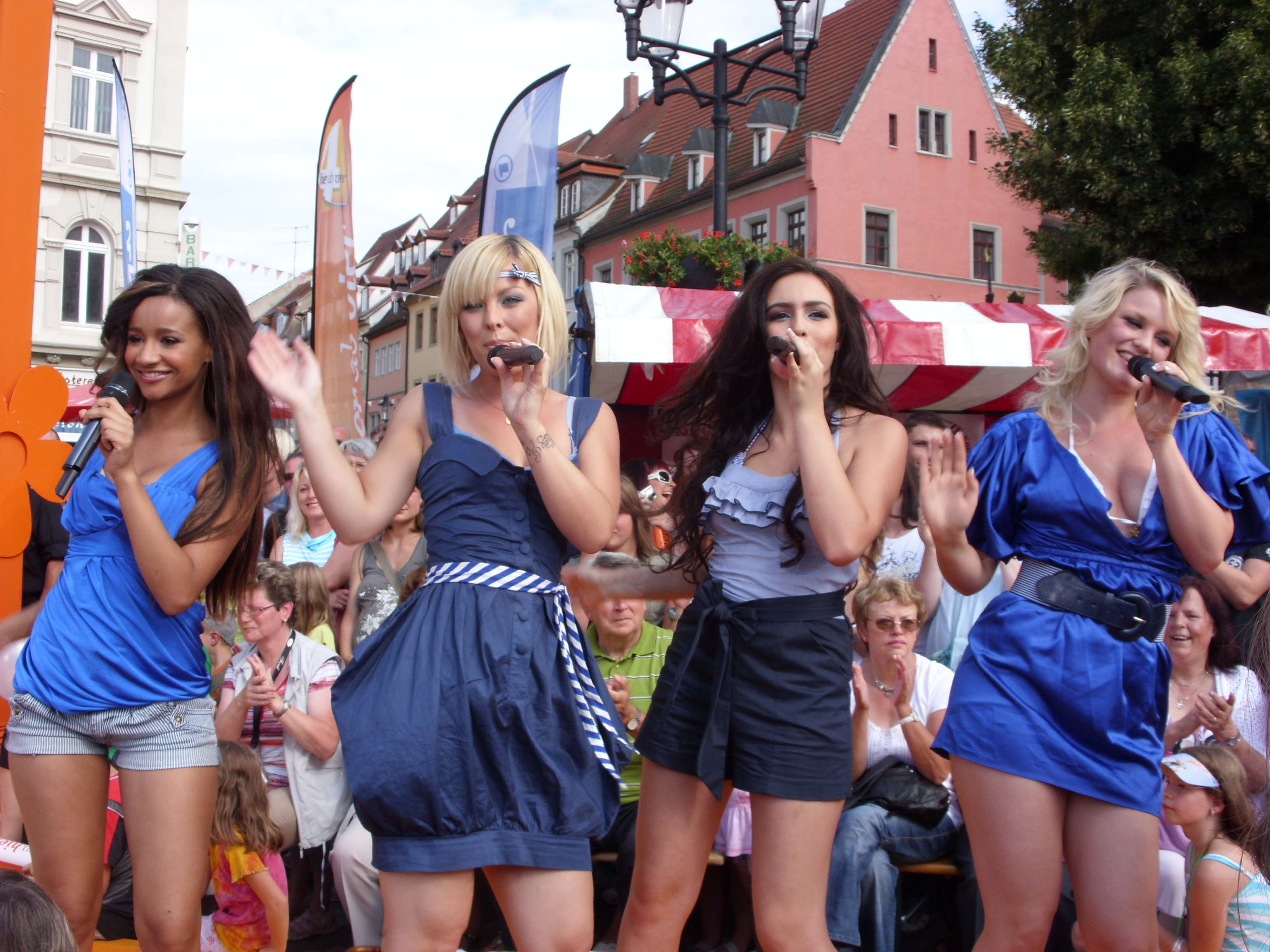
Die Gründungsmitglieder von Queensberry bei der Hier-ab-vier-Sommertour am 14. Juli 2009 in Naumburg (Saale)

Nachdem im Rahmen der Castingshow Popstars die ersten drei Mitglieder – Leonore Bartsch, Victoria Ulbrich und Gabriella De Almeida Rinne – von einer Jury noch vor der Finalshow in die Band gewählt worden waren, blieben drei Kandidatinnen für den vierten und letzten Platz in der Band übrig. Jede dieser Kandidatinnen nahm zusammen mit den bereits gesetzten Bandmitgliedern ein Album auf. Die entstandenen drei Alben erschienen am 12. Dezember 2008. Ausschlaggebend für die Wahl des vierten Bandmitglieds waren die Verkaufszahlen der Alben in Kombination mit einem Televoting während der Finalshow vom 18. Dezember 2008. Die Kandidatinnen erhielten pro Anruf im Telefonvoting sowie pro verkauftem Album ihrer Version jeweils eine Stimme. Aus diesem Verfahren ging Antonella Trapani als letztes Bandmitglied hervor.
Am 20. Dezember 2008 erschien mit No Smoke das erste Video der Band. Nach der Erstveröffentlichung im Jahr 2004 durch die britische Sängerin Michelle Lawson, war es bereits zweimal gecovert worden, bevor Queensberry es erneut veröffentlichte. Ebenfalls am 20. Dezember 2008 trat Queensberry erstmals in der kompletten Besetzung in der Fernsehshow Schlag den Raab auf.

### 2009: Start der Karriere und Veröffentlichung vonOn My Own
Das Video zur Single I Can’t Stop Feeling wurde im Januar 2009 gedreht und hatte seine Videopremiere Ende Januar bei VIVA Live!. Die Single erschien am 20. Februar 2009. Im Februar 2009 war Queensberry als Vorgruppe mit den Pussycat Dolls auf deren Deutschlandtournee.
Im April 2009 wurde Queensberry in der Kategorie „Bester Durchstarter“ für den VIVA-Comet nominiert.
Am 26. Juni 2009 veröffentlichten Queensberry ihr erstes Album als Deluxe Edition. Darin enthalten ist die zuvor erschienene Singleauskopplung mit dem Titel Too Young, welche am 22. Mai 2009 veröffentlicht wurde. Das dazugehörige Video wurde in Miami gedreht. Die Videopremiere gab es am 8. Mai 2009 bei VIVA Live! und die Fernsehpremiere am 21. Mai 2009 beim Finale von Germany’s Next Topmodel 2009. Das Album konnte sich nicht in den Charts platzieren. Die Leadsingle ihres zweiten Albums Hello (Turn Your Radio On), ein Cover der Gruppe Shakespears Sister, wurde am 23. Oktober 2009 veröffentlicht. Das Studioalbum On My Own erschien am 6. November 2009. Es beinhaltet nicht nur Hello (Turn Your Radio On), sondern abermals Too Young. Das Album On My Own erreichte in den deutschen Charts Position 26, konnte sich jedoch bereits nach der dritten Woche nicht mehr in den Charts halten. In Österreich und der Schweiz war das Album jeweils eine Woche lang in den Charts vertreten.
Im September 2009 unterzeichneten Queensberry einen Plattenvertrag in den USA mit Buddah Brown Entertainment. Veröffentlichungen von Singles oder Alben blieben dort allerdings aus. Für die deutsche Fassung des Films Alvin und die Chipmunks 2 synchronisierten Queensberry die Chipettes und nahmen das Lied The Song auf. Dazu erschien im Dezember 2009 ein Musikvideo, in dem auch Ausschnitte aus dem Film enthalten sind.

### 2010: Neubesetzungen in der Band
Im März 2010 hatten Queensberry für zwei Folgen einen Gastauftritt in der Sat.1-Serie Eine wie keine, wo sie am 25. März den Titel Lifelong Lovesong präsentierten. Ende März 2010 wurde Queensberry für den VIVA-Comet in der Kategorie „Beste Band“ nominiert.
Im Juni 2010 veröffentlichten sie auf dem Hanni-&-Nanni-Soundtrack die Lieder Little Bit Wonderful und Superworld. Beide Songs sind von Alexander Geringas und Joachim Schlüter geschrieben und komponiert worden.
2010 drehten sie fürs US-Fernsehen eine Reality-Sendung mit dem Arbeitstitel „A Day in the Life of Queensberry“, ausgestrahlt wurde die Sendung aber nie.

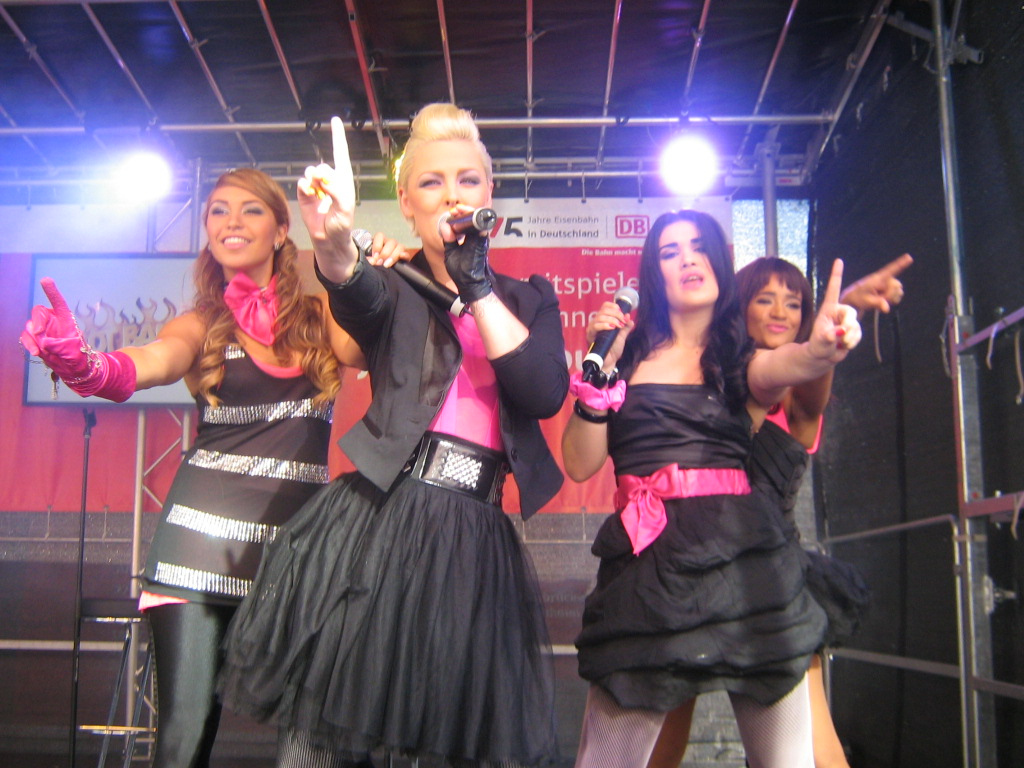
Die zweite Besetzung von Queensberry am 3. Oktober 2010 bei der Deutschen Bahn Jubiläumstour in Saarbrücken

Anfang Juli verließen Trapani und Ulbrich die Band. Nachfolgerinnen wurden Selina Herrero und die Musicaldarstellerin Ronja Hilbig, die zuvor bei Die Lollipops gesungen hatte. Die neue Formation der Band wurde am 15. Juli 2010 in der Fernsehsendung VIVA Live! präsentiert.
Im Dezember 2010 wurde bekannt, dass Queensberry nicht mehr bei Warner Music unter Vertrag ist.
Auf ihrer Facebook-Seite veröffentlichten sie mit Yo no puedo vivir sin ti (dt.: „Ich kann ohne dich nicht leben“) am 24. Dezember 2010 eine spanische Version ihrer ersten Single I Can’t Stop Feeling. Ins Spanische übersetzt wurde das Lied von José Valdes, ehemaliges Mitglied der Hot Banditoz. Es ist der erste offizielle Song mit den neuen Mitgliedern, welchen sie auch bei der ZDF-Frühlingsshow 2011 auf der kanarischen Insel Lanzarote vorstellten.

### 2011: Auftritte und andere Projekte
2011 spielten Bartsch und Hilbig im Musikvideo zu Famous in Paris der DSDS-Viertplatzierten Kim Gloss mit. Alle vier Bandmitglieder spielten im Musikvideo Everything von der kanadischen Boygroup Neverest mit.

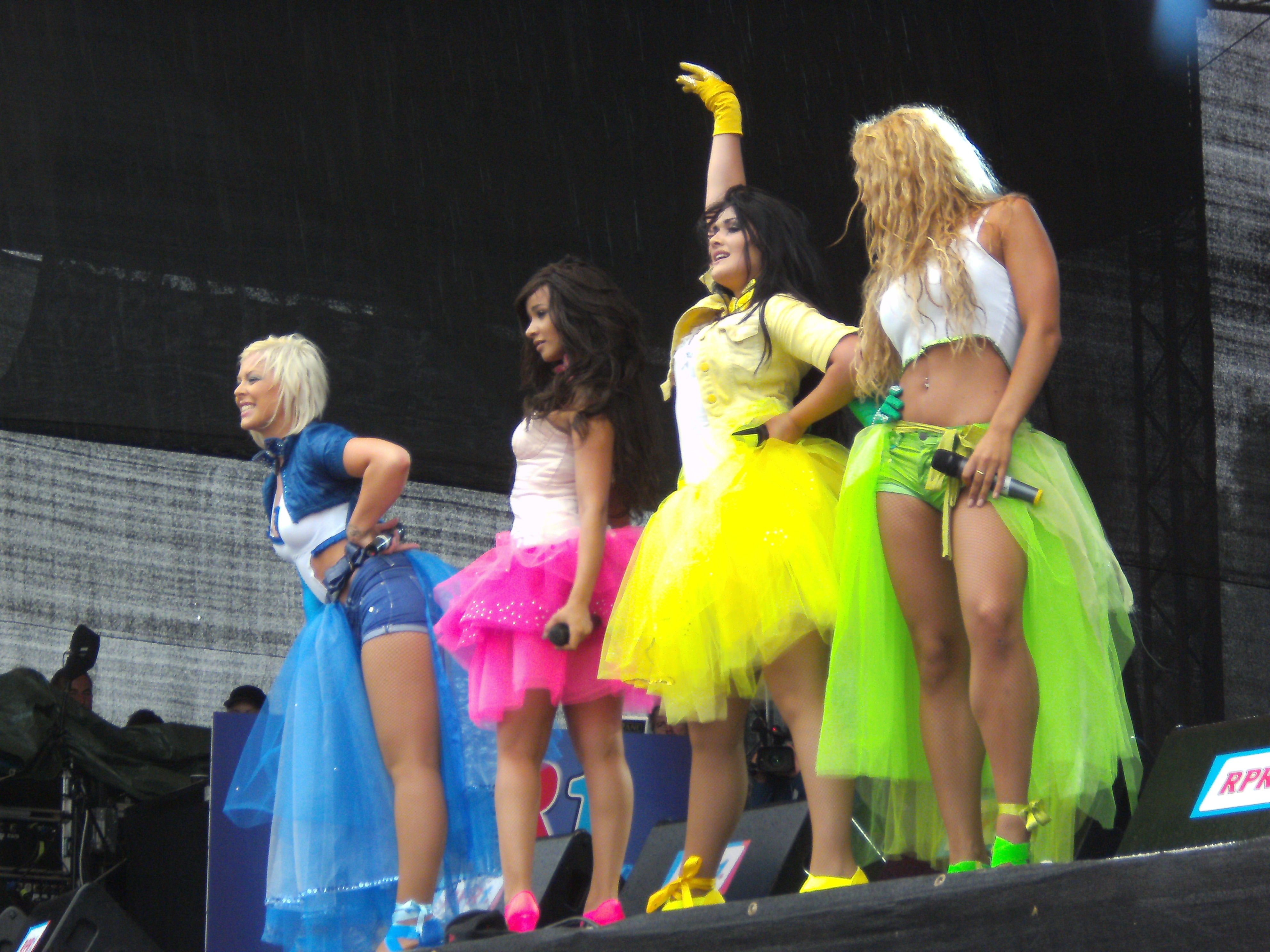
Queensberry auf ihrer Pink Chocolate Tour in Bad Kreuznach (2011)

Unter dem Titel Pink Chocolate Tour trat die Band von April bis August 2011 in 13 verschiedenen Städten auf.
Im Sommer 2011 wurde die Band von dem Privatsender VOX auf ihrer Reise nach Los Angeles begleitet, welche im Oktober auf dem Format Auf und davon – Mein Auslandstagebuch ausgestrahlt wurde.
Für die deutsche Fassung des Films Alvin und die Chipmunks 3: Chipbruch synchronisierten Queensberry erneut die Chipettes und nahmen das Lied Chipwrecked für den Soundtrack auf. Das Video zu dem Song erschien Mitte Dezember 2011. Es ist das erste Musikvideo, das mit den neuen Bandmitgliedern gedreht wurde.
Queensberry war bei den Premieren der „Holiday on Ice Festival“-Tour für die Saison 2011/12 als Stargast vertreten. Hierzu veröffentlichte die Band das Lied Celebrate.

### 2012:Chapter 3und Ausstieg weiterer Bandmitglieder
Für die TV-Serie Die magischen Zahnfeen – Abenteuer in Toothfairies Town nahm die Band den Titelsong auf. Im März 2012 erschien das Lied No Time for Suckers als Gastbeitrag zum Album der Sängerin Kitty Kat.
Im April 2012 stieg Selina Herrero aus, um sich wieder auf ihre Schulausbildung zu konzentrieren.
Im Juni 2012 wurden sowohl eine neue Single sowie ein neues Album veröffentlicht. Die Single Timeless erschien am 1. Juni 2012. Das Album Chapter 3 folgte am 22. Juni 2012. Das Musikvideo zu Timeless entstand am 27. April 2012 im Phantasialand in Brühl und wurde in der Bravo TV Webshow vom 21. Mai 2012 erstmals gezeigt. Sowohl die Single als auch das Album konnten mit Platz 90 bzw. 91 in den deutschen Charts nicht an den Erfolg der vorangegangenen Veröffentlichungen anknüpfen. Dennoch drehte die Band am 4. Juli 2012 in der Lausitzer Bergbaufolgelandschaft das Video zu der zweiten Singleauskopplung des Albums, Girl like Me. Die Single erschien am 31. August 2012, erreichte jedoch als erste Single der Band nicht die deutschen Singlecharts.
Nachdem Bartsch offiziell seit Ende August wegen Krankheit fehlte, absolvierten Gabriella De Almeida Rinne und Ronja Hilbig die übrigen Auftritte als Duo. Im Oktober 2012 gab Bartsch ihren Ausstieg auf ihrer Homepage bekannt. Das verbliebene Duo kündigte ebenfalls im Oktober 2012 eine Bandpause zugunsten von Soloprojekten an.
2013 wurde die endgültige Auflösung der Band bekannt gegeben.

## Mitglieder

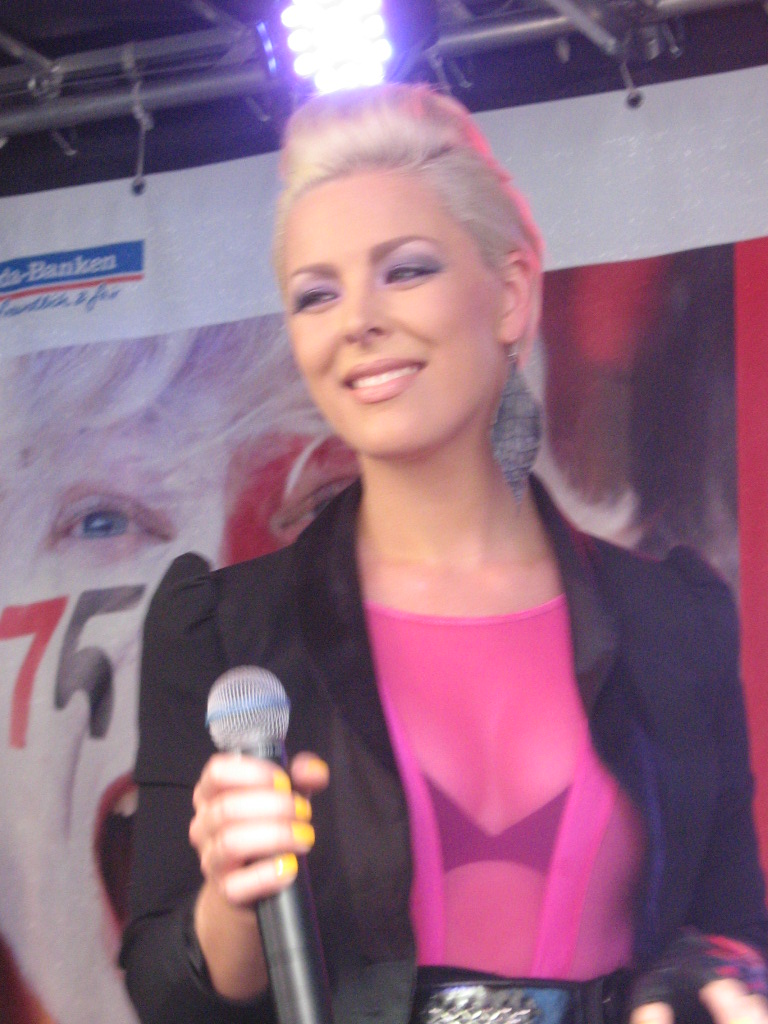
Leonore Bartsch

Leonore „Leo“ Julia Roberta Bartsch (* 14. September 1988 in Göttingen)
Bartsch bekam im Alter von vier Jahren zum ersten Mal Tanzunterricht. Mit sechs Jahren erhielt sie Gesangsunterricht. 2005 gewann sie mit ihrer Formation die Norddeutsche Hip-Hop-Meisterschaft. Sie nahm bereits an der fünften Staffel von Popstars teil und schied im Halbfinale aus. Auf der im Juni 2007 veröffentlichten CD Pop Meets Classic 2007 ist sie mit den Titeln Sway von Dean Martin und I Wanna Be Loved by You von Marilyn Monroe vertreten.
Im November 2007 bekam sie mit ihrer Band Leo Leo Leo einen Plattenvertrag bei X-Cell Records. Die Band verlor den Plattenvertrag jedoch ohne eine Veröffentlichung im Juni 2008 wieder, da die gewünschten Medienkooperationspartner ausblieben. Im selben Jahr nahm Bartsch an der siebten Staffel von Popstars teil und wurde in der am 20. November 2008 ausgestrahlten Sendung von der Jury in die Band gewählt.
Im Sommer 2012 verließ Bartsch die Band aufgrund von Unstimmigkeiten mit dem Management.
Victoria „Vici“ Ulbrich (* 2. Januar 1992 in Bergheim)

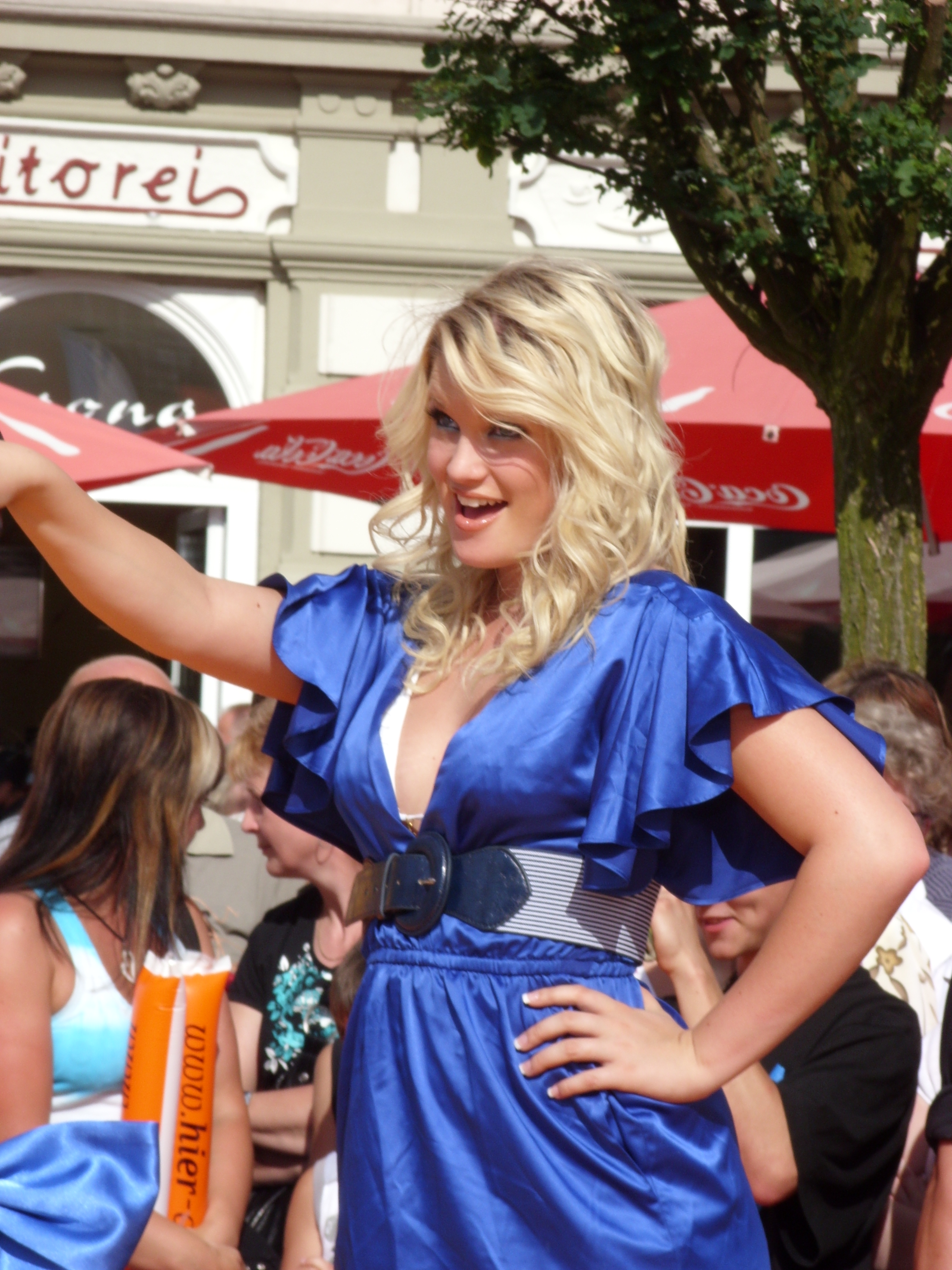
Victoria Ulbrich

Ulbrich nahm am Casting in Dortmund teil und erreichte den „Workshop“. In der dritten Workshopwoche erhielt sie die Nachricht vom Tod ihrer Mutter. Für die Darstellung gerieten der ausstrahlende Sender ProSieben und die Produzenten der Sendung in die Kritik. Danach stieg Ulbrich zunächst aus der Castingshow aus, kehrte jedoch später wieder zurück. In der Sendung vom 27. November 2008 wurde sie von der Jury als zweites Mitglied in die Band gewählt.
Im Sommer 2010 verließ Ulbrich die Band, um in ihr früheres Leben zurückzukehren.

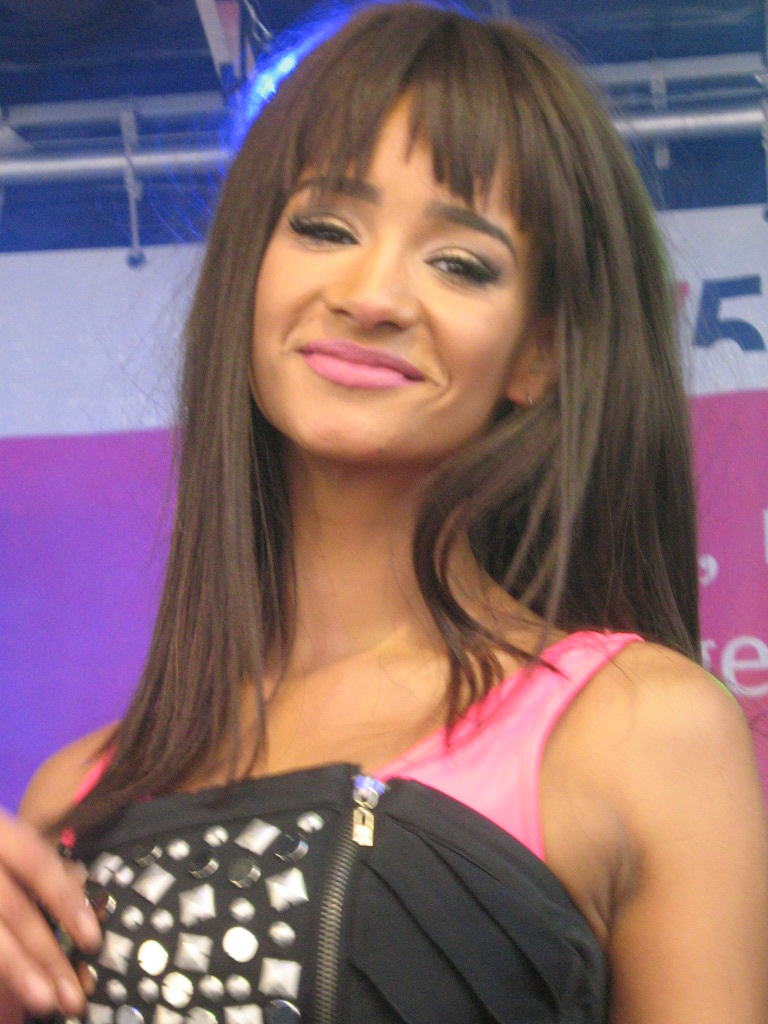
Gabriella De Almeida Rinne

Gabriella „Gabby“ Christina De Almeida Rinne (* 26. Februar 1989 in Rio de Janeiro)
De Almeida Rinne ist die Tochter einer Brasilianerin und eines Deutschen und wuchs in Berlin-Neukölln auf. Nach der Scheidung ihrer Eltern 1997 lebte sie einige Jahre in einem Kinderheim. Nach einer abgebrochenen Schulausbildung begann sie eine Schneiderlehre. Mit 15 Jahren brachte De Almeida Rinne eine Tochter zur Welt, die bei einer Pflegefamilie aufwächst. Beim Popstars-Casting in Dresden bewarb sie sich mit dem Lied Can’t Fight the Moonlight von LeAnn Rimes. In der Folge vom 11. Dezember 2008 wurde sie als drittes Mitglied von der Jury in die Band gewählt.
2008 nahm De Almeida Rinne mit dem Rapper Taichi das Lied Wie Ihr auf, das auf seinem Soloalbum Therapie enthalten ist. 2013 nahm sie bei Reality Queens auf Safari teil.
Antonella „Anto“ Trapani (* 8. November 1991 in Basel)

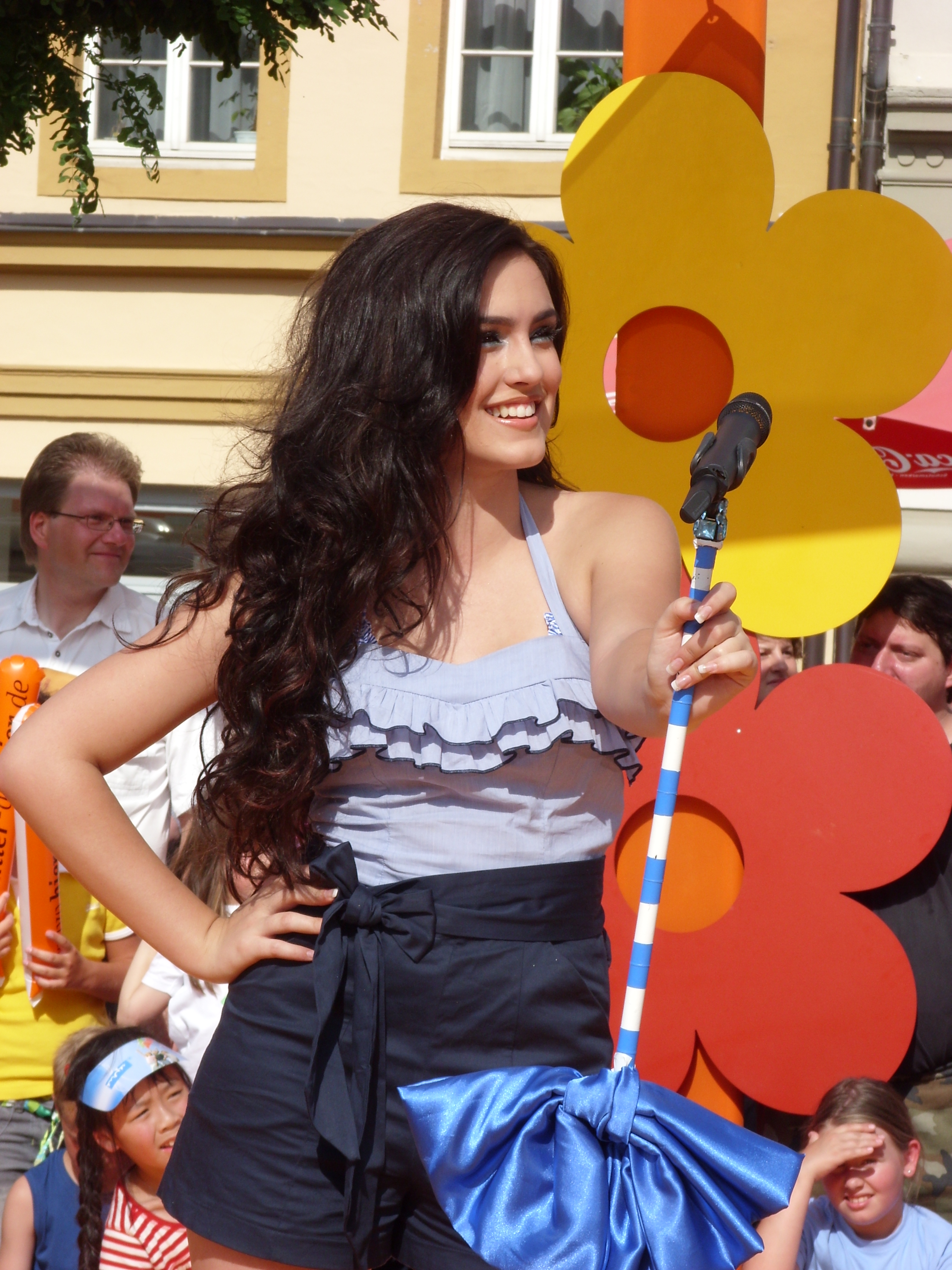
Antonella Trapani

Trapani erhielt im Alter von zehn Jahren Gesangsunterricht. Außerdem spielt sie Akkordeon und beteiligte sich an Tanz-Meisterschaften. Am 18. Dezember 2008 wurde sie im Rahmen einer Live-Sendung durch die Zuschauer zum vierten Bandmitglied gekürt. Sie war das einzige Mitglied von Queensberry, das sich durch das Online-Casting qualifiziert hatte. Davor scheiterte sie im Re-Recall in Rust.
Trapani verließ die Band im Mai 2010, aufgrund von Unstimmigkeiten mit dem Management.

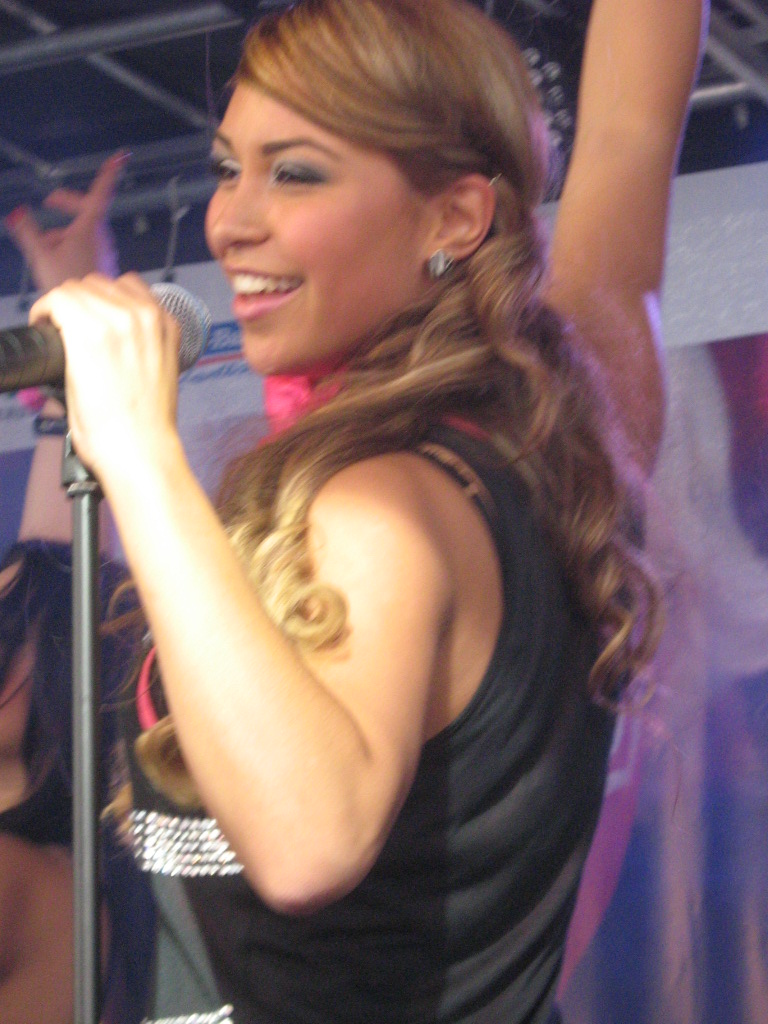
Ronja Hilbig

Ronja Hilbig (* 6. März 1990 in Hamburg)
Hilbig begann mit vier Jahren Klavier zu spielen. Im Jahr 2001 spielte sie die Rolle der kleinen Nala im Musical Der König der Löwen in Hamburg. Von 2003 bis 2004 sang sie in der Mädchenband Die Lollipops und bildete nach ihrer Ablösung im Jahr 2005 mit ihrer vorherigen Kollegin das Duo Cats & Boots bis sie sich vorerst aus dem Musikgeschäft zurückzog.
Hilbig wurde von einer Klassenkameradin, die in der Agentur von Queensberry ein Praktikum gemacht hatte, als neues Mitglied vorgeschlagen und stieß kurz nach ihrem Abitur im Juli 2010 zur Band.
Selina Herrero (* 28. Mai 1993 in Mainz)

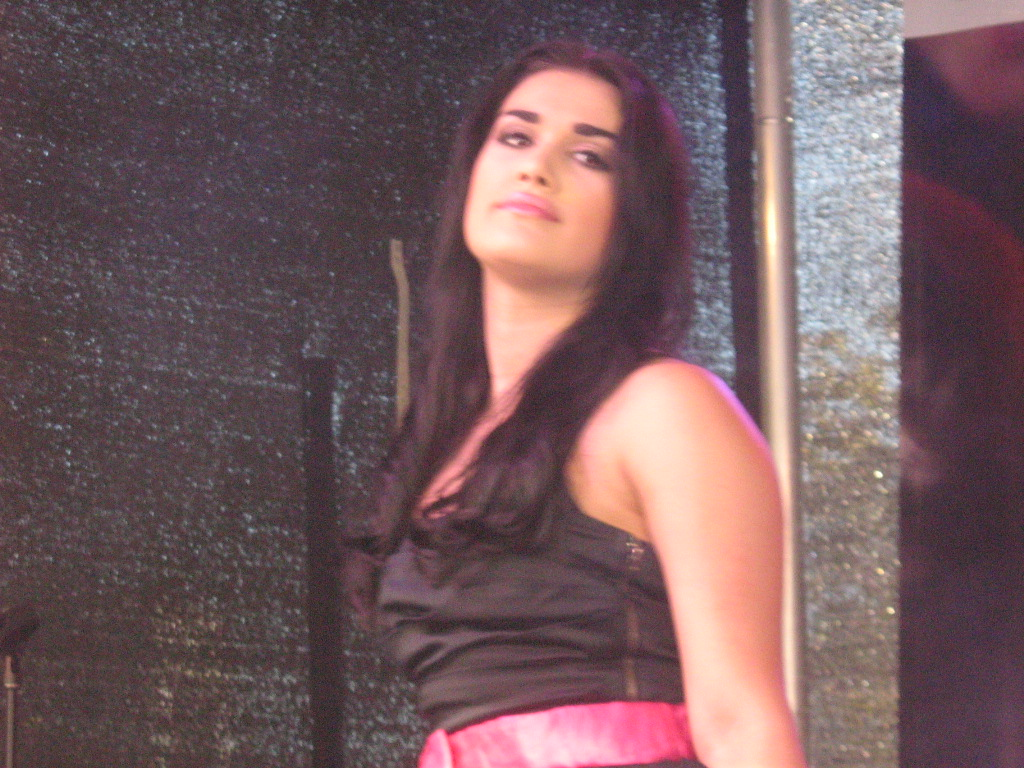
Selina Herrero

Herrero ist Halbspanierin und begann schon früh Songs zu schreiben und zu komponieren. Mit Unterstützung der Produzenten Kay Denar und Rob Tyger – die zuvor schon mit Sarah Connor gearbeitet hatten – veröffentlichte sie schließlich 2008 beim Label X-Cell Records zwei Singles, welche sich beide in den deutschen Singlecharts platzieren konnten.
Im Sommer 2010 wurde sie Mitglied der Band. Im April 2012 verließ sie die Band, um ihre Schulausbildung fortzusetzen.

## Zeitleiste: Bandmitglieder
| Mitglied | Mitglied                               | 2008 | 2008 | 2009 | 2009 | 2010 | 2010 | 2011 | 2011 | 2012 | 2012 | 2013 |
| -------- | -------------------------------------- | ---- | ---- | ---- | ---- | ---- | ---- | ---- | ---- | ---- | ---- | ---- |
|          | Antonella Trapani (2008–2010)          |      |      |      |      |      |      |      |      |      |      |      |
|          | Victoria Ulbrich (2008–2010)           |      |      |      |      |      |      |      |      |      |      |      |
|          | Leonore Bartsch (2008–2012)            |      |      |      |      |      |      |      |      |      |      |      |
|          | Gabriella De Almeida Rinne (2008–2013) |      |      |      |      |      |      |      |      |      |      |      |
|          | Ronja Hilbig (2010–2013)               |      |      |      |      |      |      |      |      |      |      |      |
|          | Selina Herrero (2010–2012)             |      |      |      |      |      |      |      |      |      |      |      |

## Diskografie

### Studioalben
| Jahr | Titel                                          | Höchstplatzierung, Gesamtwochen, AuszeichnungChartplatzierungen (Jahr, Titel, Platzierungen, Wochen, Auszeichnungen, Anmerkungen) | Höchstplatzierung, Gesamtwochen, AuszeichnungChartplatzierungen (Jahr, Titel, Platzierungen, Wochen, Auszeichnungen, Anmerkungen) | Höchstplatzierung, Gesamtwochen, AuszeichnungChartplatzierungen (Jahr, Titel, Platzierungen, Wochen, Auszeichnungen, Anmerkungen) | Anmerkungen                                                 |
| Jahr | Titel                                          | DE | AT | CH | Anmerkungen                                                 |
| ---- | ---------------------------------------------- | --- | --- | --- | ----------------------------------------------------------- |
| 2008 | Volume I Starwatch Music                       | DE6 Gold · (17 Wo.)DE | AT3 Gold · (9 Wo.)AT | CH12 (12 Wo.)CH | Erstveröffentlichung: 12. Dezember 2008 Verkäufe: 110.000 + |
| 2009 | On My Own Starwatch Music                      | DE26 (3 Wo.)DE | AT49 (1 Wo.)AT | CH77 (1 Wo.)CH | Erstveröffentlichung: 6. November 2009                      |
| 2012 | Chapter 3 Universal Music Family Entertainment | DE91 (1 Wo.)DE | — | — | Erstveröffentlichung: 22. Juni 2012                         |

### Singles
| Jahr | Titel Album                                 | Höchstplatzierung, Gesamtwochen, AuszeichnungChartplatzierungen (Jahr, Titel, Album, Platzierungen, Wochen, Auszeichnungen, Anmerkungen) | Höchstplatzierung, Gesamtwochen, AuszeichnungChartplatzierungen (Jahr, Titel, Album, Platzierungen, Wochen, Auszeichnungen, Anmerkungen) | Höchstplatzierung, Gesamtwochen, AuszeichnungChartplatzierungen (Jahr, Titel, Album, Platzierungen, Wochen, Auszeichnungen, Anmerkungen) | Anmerkungen                                                         | [↑]: gemeinsam behandelt mit vorhergehendem Eintrag; [←]: in beiden Charts platziert |
| Jahr | Titel Album                                 | DE | AT | CH | Anmerkungen                                                         |                                                                                      |
| ---- | ------------------------------------------- | --- | --- | --- | ------------------------------------------------------------------- | ------------------------------------------------------------------------------------ |
| 2008 | No Smoke Volume I                           | DE23 (9 Wo.)DE | AT54 (4 Wo.)AT | CH22 (11 Wo.)CH | Erstveröffentlichung: 2008                                          |                                                                                      |
| 2009 | I Can’t Stop Feeling Volume I[DE: ↑][AT: ↑] | DE23 (9 Wo.)DE | AT54 (4 Wo.)AT | CH40 (4 Wo.)CH | Erstveröffentlichung: 20. Februar 2009 Doppel-A-Single mit No Smoke |                                                                                      |
| 2009 | Too Young Volume I / On My Own              | DE5 (17 Wo.)DE | AT12 (11 Wo.)AT | CH33 (6 Wo.)CH | Erstveröffentlichung: 22. Mai 2009                                  |                                                                                      |
| 2009 | Hello (Turn Your Radio On) On My Own        | DE4 (13 Wo.)DE | AT12 (8 Wo.)AT | CH29 (4 Wo.)CH | Erstveröffentlichung: 23. Oktober 2009                              |                                                                                      |
| 2012 | Timeless Chapter 3                          | DE90 (1 Wo.)DE | — | — | Erstveröffentlichung: 1. Juni 2012                                  |                                                                                      |
| 2012 | Girl like Me Chapter 3                      | — | — | — | Erstveröffentlichung: 31. August 2012                               |                                                                                      |

### Weitere Lieder
Soundtracks
- 2009: The Song (Alvin und die Chipmunks 2)
- 2010: Little Bit Wonderful und Superworld (Hanni & Nanni)
- 2011: Chipwrecked (Alvin und die Chipmunks 3)

Samplerbeiträge
- 2010: Girl like Me (Nonchalant) (The Dome Vol. 54)
- 2010: Yo no puedo vivir sin ti (Facebook)
- 2011: Celebrate (im Rahmen von Holiday on Ice)

Gastbeiträge
- 2012: No Time for Suckers (mit Kitty Kat auf ihrem Album Dirty Mixtape)